# Epifanio de los Santos
Epifanio de los Santos (ur. 7 kwietnia 1871 w Malabon, zm. 18 kwietnia 1928 w Manili) – filipiński historyk, językoznawca, pisarz, poeta i dziennikarz.

## Życiorys
Urodził się w Malabon w dzisiejszej prowincji Rizal. Pochodził z zamożnej rodziny, jego ojciec był prominentnym posiadaczem ziemskim, matka zaś znaną muzyczką. Absolwent prestiżowego Ateneo w Manili, studiował następnie prawo na Universidad de Santo Tomás. Podobnie jak wielu innych patriotycznie nastawionych intelektualistów filipińskich, de los Santos związał się ze środowiskiem dziennikarskim. Po wybuchu wojny amerykańsko-filipińskiej zaczął publikować na łamach pisma „La libertad”. Po jego zamknięciu przez cenzurę przeszedł do „La Independencia”, gdzie publikował pod pseudonimem G. Solon.
Opublikował szereg książek, o różnej tematyce i przynależności gatunkowej. Był autorem opracowania poświęconego José Rizalowi (El proceso del Dr. José Rizal, 1914), zajmował go również filipiński folklor (poświęcił mu chociażby Folklore musical de Filipinas, 1920) oraz literatura tagalska (choćby w Literatura tagala, 1911). Wybitnie uzdolniony muzycznie, znany był z wirtuozerii w grze na gitarze oraz pianinie. Uznawany za jednego z ojców współczesnej filipinistyki, wraz z Hiszpanem Wenceslao Retaną i Austriakiem Ferdinandem Blumentrittem. Znalazł się wśród założycieli (1924) filipińskiej akademii języka hiszpańskiego (Academia Filipina de la Lengua Española, AFLE). Od 1925 aż do śmierci kierował Biblioteką Narodową Filipin.
Poliglota, biegle władał hiszpańskim, angielskim, francuskim, niemieckim, a także łaciną i greką, posługiwał się też szeregiem języków autochtonicznych Filipin. 
Dwukrotnie żonaty, doczekał się łącznie 12 dzieci. Zmarł w Manili.
Jest patronem licznych szkół i ulic na Filipinach. Jego imię nosi także dawna autostrada numer 54, łącząca Pasay i Caloocan.